# Anne Le Bozec
Pour les articles homonymes, voir Le Bozec.
Anne Le Bozec, née le 5 décembre 1975 à Tours, est une pianiste et professeur de musique française, spécialisée dans l'accompagnement de lieder.

## Biographie

### Enfance et formation musicale
Anne Le Bozec est née dans une famille passionnée d'art. Elle entre très tôt en contact avec la musique, les beaux-arts mais aussi avec la littérature et la poésie. Elle a étudié le piano, la musique de chambre et l'accompagnement du chant avec  Théodore Paraskivesco et Anne Grappotte au Conservatoire national supérieur de musique et de danse de Paris, avec Rainer Hoffmann à l'Université de musique de Francfort-sur-le-Main et dans la classe de chant de l'Université de musique de Karlsruhe avec Mitsuko Shirai et Hartmut Holl. De plus, elle a participé à des classes de maître avec Leonard Hokanson, Gundula Janowitz et Dietrich Fischer-Dieskau .

### Carrière musicale
Anne Le Bozec s'est produite dans de nombreux festivals internationaux tels que le Rheingau Music Festival, le Festival de Schwetzingen ou encore le Festival Radio-France Montpellier. Anne Le Bozec s'est particulièrement intéressée aux programmes « où musique, mélodrame et danse se complètent ». Elle a offert des événements correspondants avec ses "Romance Hours" à l' International Hugo Wolf Academy de Stuttgart ou dans le "Hugo Wolf Project" du chorégraphe allemand Hans-Werner Klohe, dans lequel elle s'est produite à la fois musicalement et dansée.

#### Enregistrements
Parmi ses enregistrements de musique de chambre vocale et instrumentale, des lieder de Franz Schubert, Gustav Mahler, Hugo Wolf, Henri Duparc, Frédéric Chopin, Karol Szymanowski, Johannes Brahms, ainsi que l'intégrale des sonates pour violoncelle de Beethoven et Fauré avec le violoncelliste français Alain Meunier, ont connu un large succès. Dans Shakespeare Year 2016, elle enregistre un album complet de Shakespeare avec la mezzo-soprano Isabelle Druet. Elle partage la direction du festival français de musique de chambre Fêtes musicales de l'Aubrac avec Alain Meunier.

#### Enseignement
Anne Le Bozec est professeur de chant et d'accompagnement vocal au Conservatoire de Paris depuis 2005. Pendant cinq ans, elle a dirigé la première "classe de mélodie française" dans une académie de musique allemande à l'Université de musique de Karlsruhe. Anne Le Bozec donne des classes de maître dans lesquelles elle enseigne l’interprétation des mélodies françaises et des lieder allemands, leur accompagnement et la musique de chambre.

#### Distinctions
Anne Le Bozec a reçu plusieurs prix dans des concours de musique de chambre et de piano tels que la Yamaha Music Foundation of Europe ou le Concours Schubert de Graz. Elle a été honorée par le président français Jacques Chirac en tant que lauréate de la "Fondation pour la vocation" pour son travail dans le domaine de la mélodie. Aux concours internationaux d'art du Lied à Stuttgart et au concours Nadia et Lili Boulanger à Paris, elle a reçu le prix de l'interprétation individuelle exceptionnelle en tant que pianiste-chanteuse.

## Discographie
Elle a enregistré de nombreux disques, dont :
- 2020 : 
  - Œuvres pour violoncelle et piano", de Gabriel Fauré, Koechlin, Schmitt ; Alain Meunier, violoncelle ; Anne Le Bozec, p le Palais des dégustateurs
  - Canticles, de Benjamin Britten, Cyrille Dubois, ténor ; Anne Le Bozec, p ; Paul-Antoine Benos-Djian, CT... [et al.],  NoMadMusic
- 2019 : 
  - Verdun, feuillets de guerre Vol. 16 ,de Paul Ladmirault et autre(s)
  - Mélodies de Fritz Jürgens et autre(s)
  - A nos morts ignorés Vol. 15 de Georges Antoine et autre(s)
  - Hommage à Maurice Maréchal  de Johannes Brahms et autre(s)
  - Pour en finir avec la guerre Vol. 29 de Georges Antoine et autre(s)
  - Mozart's sonatas  avec Anne Le Bozec comme Préfacier
- 2018 :
  - Muses de Claude Debussy et autre(s)
  - Pour en finir avec la guerre, Les musiciens et la grande guerre vol. 29, Françoise Masset, Hortus, 2018 (avec Anne Le Bozec, piano)
  - Les sonates de Mozart (2018) avec Anne Le Bozec comme Préfacier
- 2016 : Shakespeare songs (2016) de Hector Berlioz, par Isabelle Druet
- 2012 : Mélodies de Frédéric Chopin
- 2009 :
  - Un goût de Renaissance
  - Lieder (2009) de Franz Schubert
  - Duparc : Sonate pour violoncelle, mélodies, Alain Meunier (violoncelle), Didier Henry (baryton), Tomomi Mochizuki (mezzo-soprano), Anne Le Bozec (piano), Maguelone MAG 111.177
- 2007 : Les 1001 nuits (2007) de Louis Aubert et autre(s)
- Sonates. Violoncelle, piano (1796) de Ludwig van Beethoven